# Julia Sevilla Merino
Julia Sevilla Merino (Valence, 1940) est une juriste et féministe, précurseur du féminisme constitutionnel en Espagne Professeure honoraire du département de Droit Constitutionnel, Sciences Politiques et Administration de l'université de Valence et membre de l'Institut Universitari d'Estudis de la Dona (« Institut universitaire d'études de la femme) de cette même université, elle a été letrada (jurisconsulte) du Parlement valencien pendant des années,,.
Le 17 décembre 2018, elle reçoit la Médaille de l'université de Valence, remise par la ministre et vice-présidente du gouvernement Carmen Calvo.

## Publications
- (es) Mujeres y ciudadanía: la democracia paritaria, Universitat de València, 2004 (ISBN 978-84-370-6023-1)
- Las ideas internacionales en las Cortes de Cádiz, Universidad de Valencia, Cátedra Fadrique Furió Ceriol, Facultad de Derecho, 1977 (ISBN 978-84-370-0023-7)
- (es) Publicaciones, Las parlamentarias en la I Legislatura: Cortes Generales (1979-1982), Congreso de los Diputados, Departamento de Publicaciones, 2010 (ISBN 978-84-7943-385-7)